# De dødes by
De dødes by er en dansk oplysningsfilm fra 2002, der er instrueret af Carsten Fenger-Grøn og Malene Grøndahl.

## Handling
Den enes død er den andens brød. Det udtryk passer godt med De Dødes By i udkanten af Cairo. De mange aktiviteter omkring død, begravelse og markering af dødsdage trækker en masse fattige til området. Da almisser spiller en stor rolle i Islam, falder der meget af til de fattige. Ligvaskeren Fathi fortæller om sit arbejde og om livet i De Dødes By.